# 萨讷河 (多隆河支流)
萨讷河（法語：Sanne，法語發音：[san]）是法国奥弗涅-罗讷-阿尔卑斯大区伊泽尔省的河流，是多隆河的右支流，长25.8千米，发源自普里马雷特，于萨布隆流入多隆河。